# Deutsches Museum
Il Deutsches Museum di Monaco di Baviera, Germania (nome completo: Deutsches Museum von Meisterwerken der Naturwissenschaft und Technik), è il più grande museo al mondo di scienza e tecnologia, con approssimativamente 1,3 milioni di visitatori all'anno e circa 28 000 oggetti esposti provenienti da 50 aree della scienza e della tecnologia. Il museo venne fondato il 28 giugno del 1903 ad un incontro dell'Associazione degli ingegneri tedeschi (VDI) su iniziativa di Oskar von Miller.

## L'isola del museo

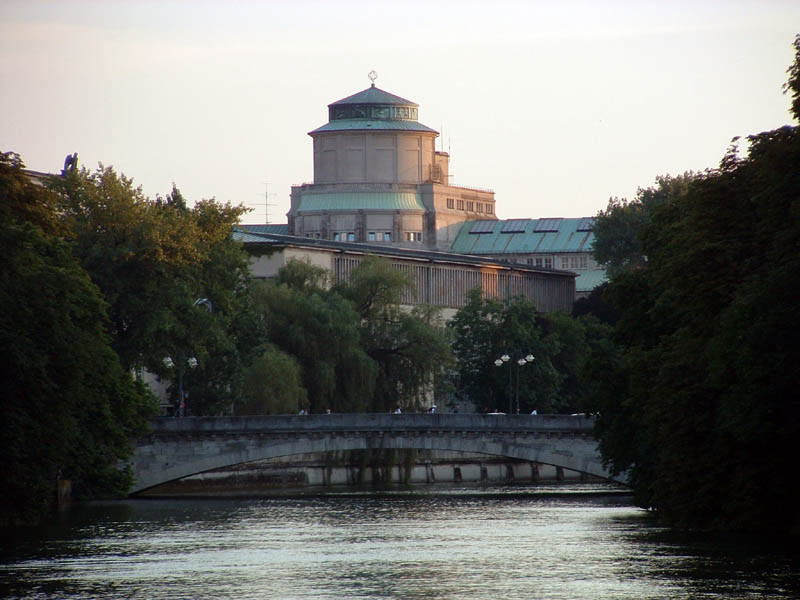
Deutsches Museum, veduta dell'isola su cui sorge il museo

Il museo sorge su una piccola isola del fiume Isar che attraversa Monaco di Baviera. Sull'isola non erano mai stati costruiti edifici prima del 1772 poiché essa subiva periodiche inondazioni prima della costruzione delle dighe sull'Isar alle porte della città.
Nel 1772 vennero costruite sull'isola delle caserme, poi ricostruite nel 1899 in seguito ad una inondazione. Nel 1903 il consiglio comunale annunciò che avrebbe destinato l'isola sull'Isar alla costruzione del Deutsches Museum. L'isola, comunemente chiamata Kohleinsel (isola del carbone) venne ribattezzata in Museumsinsel (isola del museo).

## Altre sedi

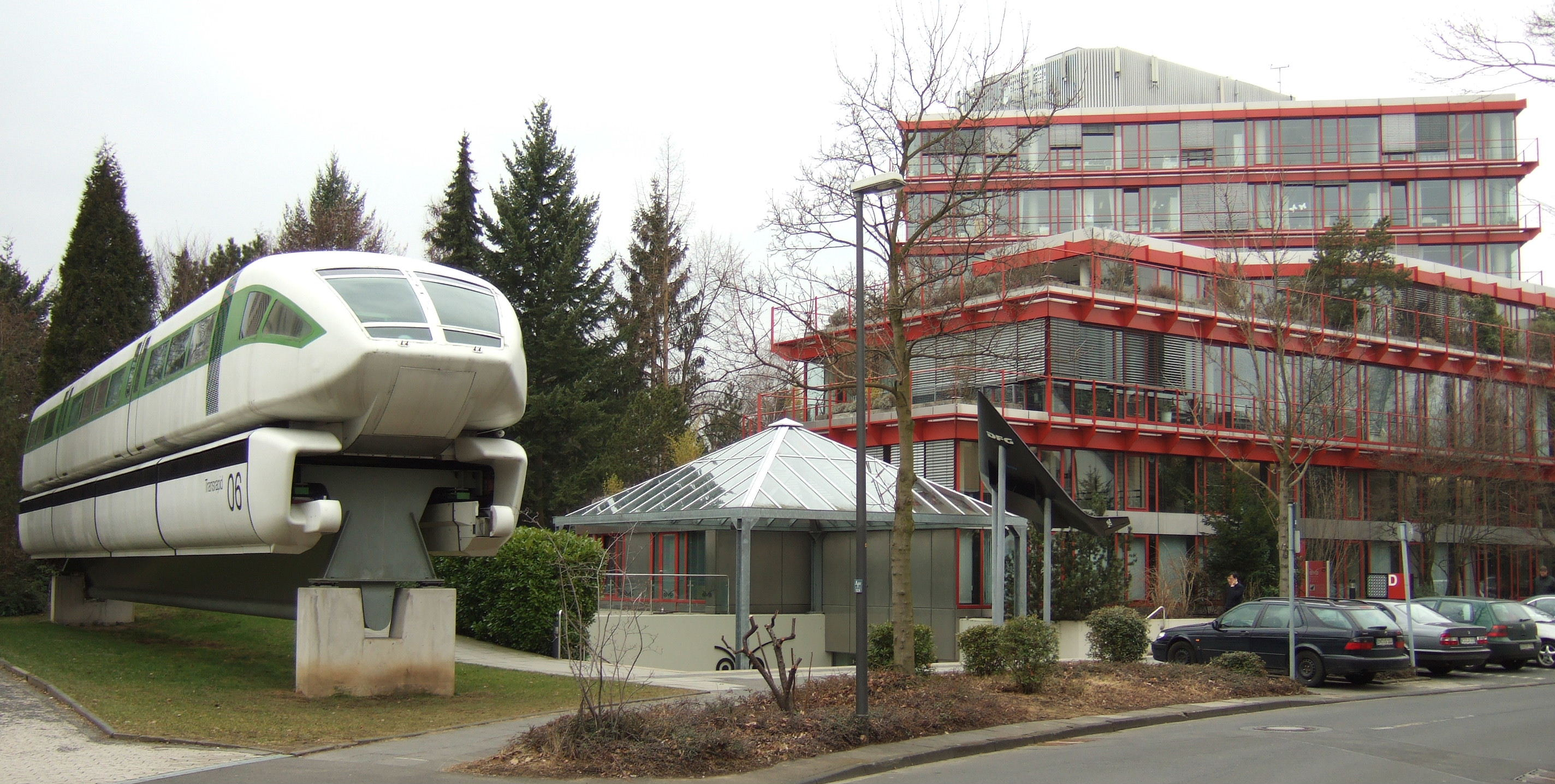
Distaccamento del Deutsches Museum a Bonn. In primo piano il Transrapid 06.

In aggiunta alla sede centrale sulla Museumsinsel, il museo possiede due distaccamenti nei pressi di Monaco ed uno a Bonn.
L'ultimo distaccamento del Deutsches Museum, situato a Theresienhöhe a Monaco, è stato aperto nel 2003 ed è chiamato Deutsches Museum Verkehrszentrum. Esso focalizza la sua attenzione sulla tecnologia dei trasporti. Il distaccamento Flugwerft Schleißheim, situato nei pressi dell'aeroporto, si estende per 12,7 ettari e concentra la sua attenzione sull'aviazione. Il distaccamento situato a Bonn è stato aperto nel 1995 e si concentra sulla tecnologia, sulla scienza e sulla ricerca tedesca dopo il 1945.

## Oskar von Miller
Oskar von Miller studiò ingegneria civile ed è anche conosciuto per aver costruito la prima linea ad alta tensione da Miesbach a Monaco di Baviera (57 km) nel 1882 per l'esposizione di tecnologia elettronica al Monaco. Nel 1883 venne assunto in AEG e fondò uno studio ingegneristico a Monaco. L'esposizione sull'elettricità a Francoforte sul Meno nel 1891 e diverse centrali elettriche contribuirono alla reputazione di Oskar von Miller.
Nei primi anni di vita del Deutsches Museum, le esposizioni furono pesantemente influenzate dalla personalità di Oskar von Miller.

## Storia
Qualche mese prima del meeting estivo del 1903 della Società degli ingegneri tedeschi, Oskar von Miller radunò un piccolo gruppo che supportasse il suo desiderio di aprire un museo di scienza e tecnica. A dimostrazione del supporto, il gruppo donò spontaneamente 260 000 marchi alla causa ed elesse un "Comitato Provvisorio" per amministrare l'inizio dell'attività.
Nel giugno del 1903 il principe Ludwig acconsentì ad agire come padrone del museo e la città di Monaco destinò la Kohleinsel ad ospitare il progetto. Le esposizioni iniziarono ad arrivare da Monaco, da tutta la Germania e anche dall'estero, incluse collezioni dalla Bayerische Akademie der Wissenschaften. Dato che non esisteva alcun museo dedicato le esposizioni erano state precedentemente mostrate al museo nazionale.
Il 12 novembre 1906 le esposizioni temporanee al museo nazionale vennero cerimonialmente aperte al pubblico e il 13 novembre fu posata la prima pietra del museo permanente. Il primo nome del museo, Deutsches Museum von Meisterwerken der Naturwissenschaft und Technik (Museo tedesco per i capolavori della scienza e tecnologia), non era inteso limitatamente al progresso tecnologico e scientifico tedesco, ma voleva esprimere l'importanza che avevano la scienza e la tecnologia per il popolo tedesco.
Oskar von Miller inaugurò il nuovo museo il giorno del suo settantesimo compleanno, il 2 maggio 1925, dopo un ritardo di almeno dieci anni. Dall'inizio le esposizioni del museo erano appoggiate da documenti disponibili in una biblioteca ed archivi pubblici, aperti sette giorni su sette.
Prima e durante la seconda guerra mondiale il museo vide tagliati i propri fondi dal partito nazista e molte esposizioni diventarono quindi datate ed obsolete, tranne qualche eccezione come il nuovo salone sulle automobili aperto il 7 maggio 1937. Alla fine del 1944 il museo risultava pesantemente danneggiato dai bombardamenti, con l'80 % degli edifici e il 20 % delle esposizioni danneggiate o distrutte. Non appena le truppe alleate marciarono a Monaco nell'aprile del 1945, il direttore del museo Karl Bässler cercò in qualche modo di difendere l'ultimo ponte rimanente di accesso all'isola del museo dalle esplosioni provocate dai nazisti che si stavano ormai ritirando.
Successivamente alla guerra il museo dovette rimanere chiuso per riparazioni e un certo numero di affittuari temporanei, come il College of Technology e le poste, usarono gli spazi del museo fintanto che i propri edifici venivano ricostruiti. Nel novembre del 1945 la biblioteca fu in grado di riaprire, seguita dalla sala congressi nel gennaio del 1946. Il museo venne riaperto con per una speciale esibizione per i 50 anni del motore Diesel nell'ottobre del 1947 e le mostre regolari ricominciarono nel maggio 1948.
Negli anni cinquanta il museo si concentrò sulle scienze naturali piuttosto che sulla tecnologia e molte delle grandi esposizioni tradizionali, come quella sull'ingegneria civile, furono rimpicciolite per far posto alle più recenti innovazioni tecnologiche.
Nel 1953 avviene la prima assoluta di Die chinesische Nachtigall di Werner Egk.
Nell'agosto del 1969 l'Apollo 8 fu esposto in una mostra speciale intitolata "Uomo e Spazio" e nel 1970 fu nominato il primo direttore a tempo pieno, Theo Stillger. Negli anni settanta l'obiettivo del museo venne modificato per incoraggiare la spiegazione dell'importanza della scienza e tecnologia nelle esposizioni.
I primi anni ottanta videro seri danni a diverse esposizioni dovuti ad un incendio doloso. Questo evento fu seguito da un estensivo sforzo di ricostruzione, e con l'occasione venne costruito un edificio aggiuntivo, portando lo spazio espositivo a 55 000 m² nel 1993. Negli anni ottanta e novanta vennero stretti accordi con lo Science Center di Bonn per la creazione del distaccamento del Deutsches Museum nella città, e l'esposizione all'aeroporto Flugwerft Schleißheim.
Nel 1996 il governo bavarese diede degli edifici sulla Theresienhöhe a Monaco al Deutsches Museum. Venne così a formarsi un nuovo museo sui trasporti, il Deutsches Museum Verkehrszentrum, che aprì nel 2003 ed ora ospita le esposizioni di automobili e treni che vennero rimossi dal sito originario al Deutsches Museum.

## Lista delle esposizioni permanenti
Piano terra e sottosuolo
- Petrolio e gas naturale: il petrolio è utilizzato da migliaia di anni sotto forma di asfalto, bitume o catrame come sigillante e materiale di costruzione (o come rimedio). Con l'avvento della rivoluzione industriale iniziò la ricerca sistematica di petrolio. A Celle, in Germania, nella primavera del 1859 il Professore Georg C. K. Hunaeus diresse con successo i lavori per il primo pozzo petrolifero. Nell'agosto dello stesso anno vennero creati i primi pozzi anche in Nord America diretti da Edwin Drake.
- Miniera: il reparto dell'industria mineraria costituisce in quanto a spazio, una delle più grandi esposizioni del Deutsches Museum. Numerose scene della sua storia sono state ricostruite in maniera fedele all'originale. Lungo il corridoio principale che si estende per una lunghezza di 900 m passando per le gallerie delle miniere, vengono rappresentate le diverse tecniche e procedimenti dell'industria mineraria come per esempio la costruzione e l'estrazione di pozzi, rilievi topografici in miniera, costruzione di miniere, saline e scavi. In locali a parte vi è un'esposizione dedicata agli attrezzi artigianali, ai macchinari delle miniere, al trattamento e alla raffinazione del carbone. Le miniere sono tre: del sale, del carbone (lignite principalmente e pece) e del ferro. La visita dura all'incirca un'ora.
- Metalli: da 10 000 anni l'uomo lavora con i metalli. All'inizio venivano utilizzati solo metalli massicci, lavorati a freddo. Solo con l'invenzione del crogiolo, resistente al fuoco per fondere e colare, si iniziò a lavorare con pezzi di metallo più grandi per esempio d'oro o di rame. L'esposizione presenta lo sviluppo della metallurgia e dei diversi procedimenti per modellare, dall'età Della pietra fino alla modernità, dall'officina del Settecento alla fonderia moderna.
- Saldatura e brasatura
- Prove su materiali
- Macchine utensili: le prime componenti di macchine utensili appartenenti al settore edilizio sono state esposte nel 1925 al piano terra. Si è pensato a una nuova organizzazione dell'esposizione quando negli anni ottanta sono comparse sul mercato le macchine computerizzate in grado di svolgere contemporaneamente più lavorazioni su un unico pezzo, e quando sono stati sviluppati sistemi di produzione che raggruppavano differenti procedimenti.
- Macchine motrici: Cosa sono le macchine motrici? Le macchine motrici trasformano l'energia in lavoro. Il mondo del lavoro e il mondo della vita sono cambiati in maniera decisiva Soprattutto a partire dal XVIII secolo. Le macchine motrici comprendono i seguenti macchinari: macchinari (ad esempio la macchina utensile), mezzi di trasporto via terra, via mare e anche via aerea, produzione di corrente. Sono il "motore" del progresso tecnico, economico e sociale. L'esposizione delle macchine motrici è completamente basata sulla cronologia: sala 1, forza muscolare, aerogeneratore e macchine idrauliche; sala 2: macchine a vapore; sala 3, motori e turbine.
- Elementi di macchine: con il termine elementi di macchine si intende tutti quei componenti per la costruzione di attrezzature tecniche, siano essi singoli elementi, come ad esempio le viti, o interi gruppi, come gli ingranaggi. La cinematica, il movimento e in particolare la teoria di trasmissione, e le tecnologie di propulsione sono gli argomenti al centro dell'esposizione. Nella parte iniziale sono esposti gli storici modelli di Reuleaux Franz, il fondatore della cinematica moderna. I visitatori potranno comprendere facilmente il complesso funzionamento dei singoli ingranaggi esposti. Tra i pezzi più interessanti troviamo una replica del primo apparecchio per la lavorazione di superfici sferiche (1893) e una dimostrazione dei movimenti radente e volvente. Nell'esposizione è presente anche un settore dedicato alla professione del fabbro, con un'ampia collezione di chiavi e serrature.
- Tecnica delle correnti forti: la tecnica delle correnti forti si occupa della produzione, della distribuzione e dell'utilizzo dell'energia elettrica. Sono esposti pezzi storici di tre grandi settori: costruzione delle macchine elettriche, tecnica degli impianti elettrici (generatori, impianti di distribuzione, etc.) e tecnica dell'alta tensione. In questa esposizione si possono osservare il primo generatore elettrico, i primi prototipi di macchine elettriche, il loro sviluppo (tecnica della corrente continua, della corrente alternata e della corrente trifase, etc.) e molti esperimenti.
- Ingegneria idraulica: in questa esposizione sono proposti esperimenti legati all'acqua finalizzati ad illustrare il funzionamento delle opere idrauliche, a cui gli stessi visitatori possono partecipare. Plastici di centrali idroelettriche mostrano la potenza dell'ingegneria idraulica, mentre modelli di impianti e dighe mettono in evidenza le innovazioni tecnologiche, fornendo un'ampia panoramica sui diversi utilizzi dell'energia idraulica. In questa sezione trovano spazio anche informazioni sul ciclo, sull'approvvigionamento, sull'uso e sulla tutela dell'acqua.
- Carrozze e biciclette
- Autoveicoli
- Trasporto ferroviario
- Costruzione di gallerie: attraverso le gallerie si possono superare ostacoli come montagne o stretti, dotare le città di infrastrutture, erogare acqua, far defluire gli scarichi o nell'industria mineraria estrarre materie prime. Sono stati sviluppati nel corso della storia diversi metodi di costruzione delle gallerie, presentati con l'aiuto di riproduzioni, modelli e dimostrazioni. Oggi l'uso dello scudo per le perforazioni (macchina soprannominata "talpa") è molto diffuso. È stato utilizzato per la costruzione della Metropolitana di Monaco e per l'Eurotunnel.
- Costruzione di ponti: Nella visita si possono osservare le tre fondamentali cellule portanti dei ponti: travi, archi e funi delle costruzioni. Da questi prototipi si sono sviluppate sempre più cellule portanti ardimentose e leggere, che impressionano per la loro plasticità. Progressi tecnologici e creatività umana si mescolano reciprocamente. Non prestate attenzione soltanto ai pezzi in esposizione che balzano subito all'occhio. Al contrario iniziate dal settore introduttivo. Siete interessati agli aneddoti sui ponti? Oppure ai record di prestazioni eccellenti relativi alla costruzione di ponti in tutto il mondo, oppure siete interessanti ai sistemi portanti o alla logica della luce campata? Qui potete apprendere qualcosa di nuovo, di significativo ma anche di più approfondito.
- Navigazione
- Centro nuove tecnologie: questa esposizione si concentra sulla ricerca e le nuove nano e biotecnologie: dal fiore di loto all'oncoterapia, dalle ricerche sul genoma alla sintetizzazione di medicine con l'utilizzo di organismi viventi. Nella sezione Deutscher Zukunftpreis vengono inoltre presentati dieci progetti, premiati dal Presidente federale per la tecnologia e l'innovazione, per esempio sulle tecnologie mp3 e la piezoelettricità. Inoltre vi sono tre laboratori in cui lavorano degli scienziati che portano la ricerca proprio nel museo. Alla fine di questa esposizione c'è una parte dedicata alla robotica moderna, impiegata sia nel settore industriale che nel settore medico o di sicurezza.

Primo Piano
- Storia del museo: La prima Guerra Mondiale e il Dopoguerra segnano la fase di costruzione del museo (1903-1925), avvenuta sotto la responsabilità di Oskar von Miller. Durante il secondo Conflitto Mondiale i bombardamenti distruggono circa il 20 % delle collezioni e l'80 % degli edifici dell'Isola dei musei. Riaperto il 7 maggio 1948, il museo riesce a rinconquistare lo spazio occupato prima della guerra solo nel 1969. Gli edifici sono stati ricostruiti seguendo le strutture originali, mentre le esposizioni sono state riorganizzate. Nel 1992 è stata inaugurata la prima sede separata, con la Flugwerft Schleißheim sul terreno dell´aeroporto. Nel 1995 viene aperto il Deutsches Museum Bonn e 2003 il Verkehrszentrum alla Theresienhöhe.
- Energia: In questo reparto sono fornite informazioni di base nel campo dell'ingegneria energetica sul consumo energetico, sul cambiamento dell'energia e sul suo utilizzo. Sono rappresentate le fonti di energia primaria e poi si entra nei particolari soprattutto per quanto riguarda l'utilizzo dell'energia solare. Vengono mostrati i problemi e le possibilità del risparmio energetico. Nell'ambito dell'energia nucleare, sono presentate le basi fisiche della scissione nucleare, la struttura fondamentale delle centrali nucleari e le misure di protezione contro eventuali pericoli. Viene mostrata la radioattività sintetica che nasce dall'attività delle centrali nucleari paragonandola ad altre forme di radioattività sintetica e naturale e ai vari tipi di depositi di rifiuti nucleari.
- Fisica: i principi fondamentali della fisica, oggetto di questa esposizione, vengono qui spiegati attraverso semplici dimostrazioni. L'esposizione si organizza in sezioni dedicate alle varie branche della fisica: la meccanica, ossia il movimento di un corpo soggetto a forze esterne, l'ottica, la termodinamica, con strumenti come il termometro e il barometro, la fisica nucleare, il magnetismo e l'elettricità.
- Strumenti musicali: in questa esposizione è presente un'ampia varietà di strumenti musicali di epoche passate, ma non solo. Su un totale di 1900, solo 700 sono quelli esposti. Gli strumenti sono organizzati in gruppi in base alla loro tipologia: troviamo gli strumenti a tastiera, quelli a fiato, juke-box e strumenti musicali elettronici. L'esposizione si occupa anche dello sviluppo tecnico dello strumentario musicale.
- Chimica pura: in ciascuno di questi reparti il visitatore può assistere alla molteplicità di reazioni e dimostrazioni soltanto schiacciando un bottone così come controllare le relative spiegazioni. Nella sezione "La materia" è stato costruito un reparto multimediale con una tavola periodica interattiva, che permette di ascoltare le informazioni relative ai singoli elementi, e vedere filmati sui diversi esperimenti. Nella sezione "Atomi e molecole" è possibile osservare in una grossa teca di vetro l'esperimento radiochimico di Otto Hahn ed il suo assistente Fritz Strassmann in cui nel dicembre 1938 venne scoperta la fissione nucleare. Sulla tavola illustrativa viene riproposta la storia di questa scoperta che ha cambiato il mondo. Al centro della sezione "reazioni chimiche" si trova l'aula universitaria dove in determinati periodi si tengono conferenze che consentono al visitatore di approcciarsi al mondo della chimica attraverso una serie di esperimenti. Nel reparto "Analisi e sintesi"  accanto ad una serie di esperimenti automatici (con il semplice ausilio di un bottone) si trova un'esposizione su Hermann Staudinger, il fondatore della chimica macromolecolare. La sezione della biochimica è caratterizzata dall'imponente modello della doppia elica del DNA.

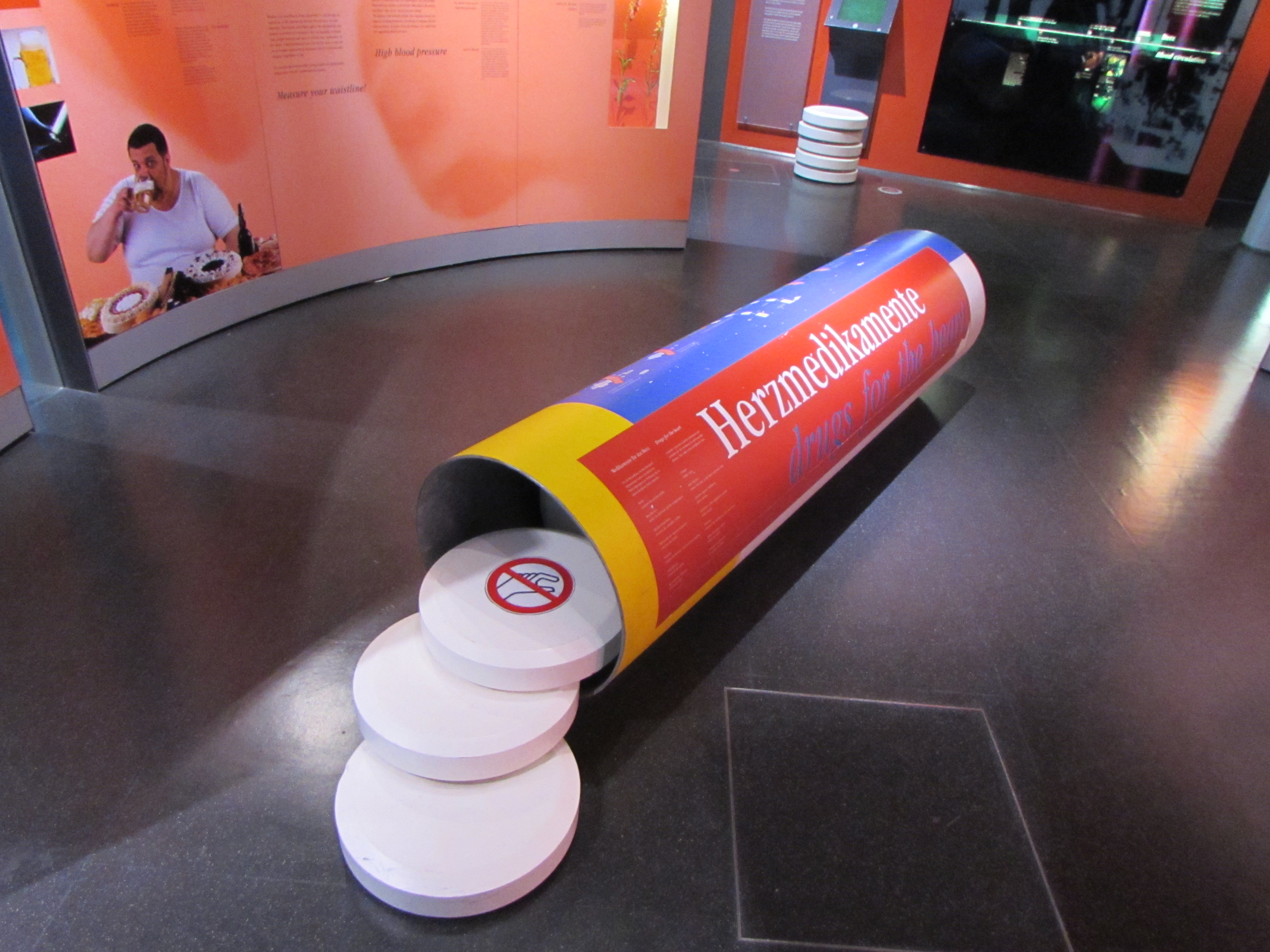
Tubetto gigante di Farmaco nel Museo

- Farmacia: non tutti sanno che la chimica fa parte della vita di ogni individuo. Numerosi processi biochimici si svolgono ogni secondo nel nostro corpo. Questa esposizione mostra come la vita nasce e continua ad esistere proprio grazie a questi processi chimici. Quando questi processi perdono il loro equilibrio l'uomo rischia di ammalarsi.

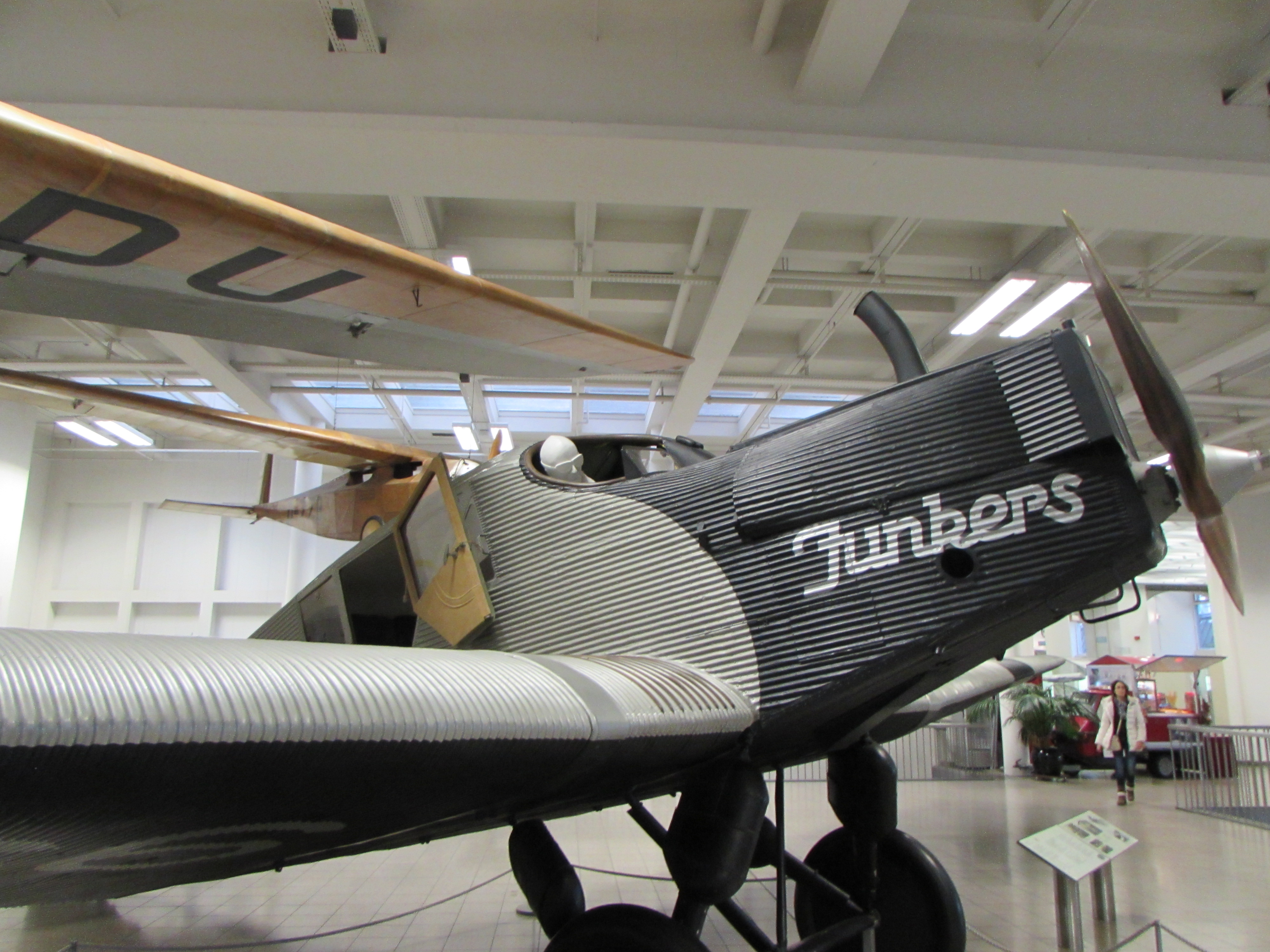
Cargo Junkers esposto al Museo

- Aeronautica: nell'esposizione dedicata all'aeronautica è possibile trovare più di 50 aerei originali. Partendo da velivoli d'epoca e modellini (mongolfiere, dirigibili, aerei, elicotteri) viene presentata la storia dello sviluppo della tecnica dell'aviazione: dall'aliante di Lilienthal, passando dal noto aereo cargo Junkers Ju 52 fino al primo prototipo europeo dell'Airbus A300, senza dimenticare gli esordi dell'aviazione, le avventure dei primi aerostieri, gli audaci tentativi di volo usando ali simili a quelle di uccelli, i primi motori per aerei, l'apogeo dei dirigibili e l'interesse militare alla nuova tecnica di volo. Altrettanto interessanti sono i 60 motori, eliche, propulsori in acciaio esposti. Durante una cerimonia il 17 settembre 1997 la Federazione Aeronautica Internazionale (FAI) ha conferito al reparto di aviazione del museo tedesco la denominazione "Museo raccomandato dalla FAI" per la sua eccellente documentazione sulla storia dell'aviazione nazionale e internazionale.

Secondo Piano

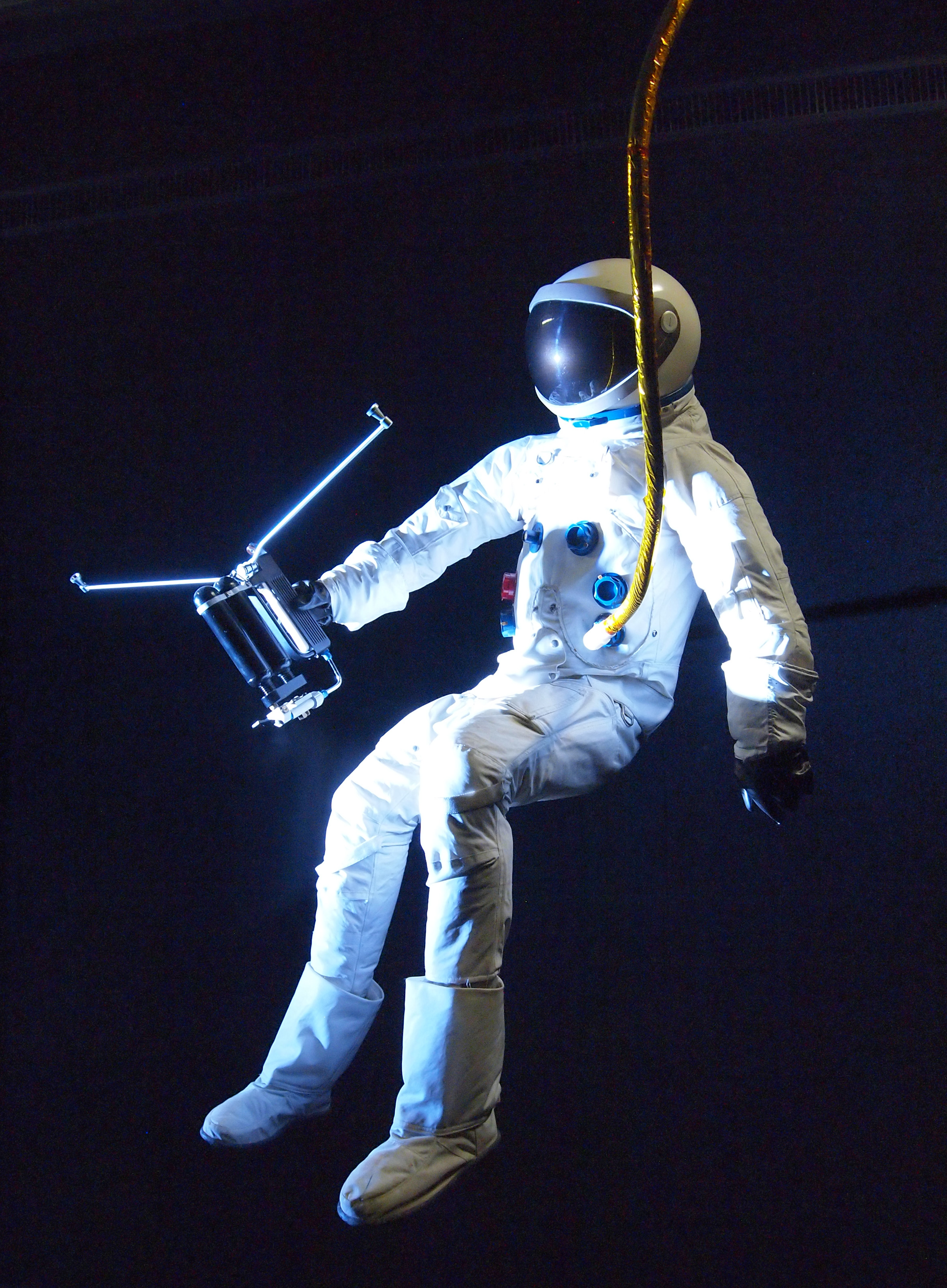
Astronauta nel buio

- Astronautica: i temi affrontati in questa sezione variano dal mondo degli antenati alla creazione del mondo di oggi, l'atmosfera e lo spazio e il nostro sistema solare. Il passaggio finale all'esposizione mostra il capitolo fantasia e utopia, dove ci si divide tra sogno e realtà. Nel buio della stanza spicca un astronauta che attira su di sé gli sguardi dei visitatori. Questa messa in scena rappresenta la prima passeggiata nello spazio dell'astronauta americano, Edward White, durante la missione Gemini 4 del 1965. L'astronauta fluttuò nello spazio per 22 minuti.
- Grotte d'Altamira: Le grotte d'Altamira, situate nei pressi della cittadina spagnola di Santillana del Mar in Cantabria, 30 chilometri a ovest di Santander, sono famose per le pitture rupestri dell'Età della Pietra. Sono considerate parte dell'arte rupestre franco-cantabrica e sono state incluse tra i Patrimoni dell'Umanità dell'UNESCO. Poiché il respiro dei visitatori ha causato gravi danni e i mancorrenti di legno hanno cominciato a far ammuffire le pitture, dal 1979 la grotta non è più accessibile al pubblico.
- Ceramica: le ceramiche appartengono alle prime testimonianze della cultura dell'uomo. Nel periodo di rinnovamento culturale iniziato più di diecimila anni fa durante la rivoluzione neolitica, l'arte della ceramica era una tecnica chiave, in quanto migliorò in modo determinante le possibilità di approvvigionamento dei prodotti agricoli. Originariamente venivano definiti oggetti di ceramica quelli lavorati dalla terracotta. Oggi, con questo termine ci si riferisce a una vasta gamma di materiali inorganici e non metallici, che, nel processo di lavorazione, vengono prima modellati e poi cotti (sinterizzati). Questo processo porta alla creazione di ceramiche classiche, materiali edili (mattoni e tegole), terraglie, porcellane e le ceramiche "high-tech" impiegate nell'ambito tecnico.
- Tecnica del vetro: il reparto si articola nei quattro ambiti del vetro quali materiale, vetro concavo, vetro piano e vetro speciale. Nella prima sezione vengono mostrati plastici con le parti costitutive del vetro, le caratteristiche importanti e l'evoluzione storica della sua produzione. Ḕ possibile vedere come cambia la produzione di vetri concavi dalle canne da soffio fino alla moderna produzione di massa. Si può inoltre venire a conoscenza della produzione di vetro piano in base alla vecchia tecnica per la produzione del vetro concavo e la produzione di massa. Le diverse materie prime e caratteristiche dei vetri speciali sono illustrate attraverso esempi tratti dai campi d'applicazione dell'ottica, dell'elettrotecnica, della chimica e della farmacologia.
- Giocattoli tecnici: l'esposizione si occupa della storia dei giochi delle costruzioni tecniche. Viene spiegato il rapporto tra architettura, tecnica e gioco e il ruolo dei giochi delle costruzioni in quanto materiale educativo. Le quattro sale principali offrono la possibilità di interagire con i giochi delle costruzioni di legno, di pietra (ricostruzione realistica di un ambiente architettonico), di metalli (macchine, cambi di velocità, gru, scavatrici, etc.) e di materiale plastico.
- Carta: questa esposizione dedicata alla produzione della carta è composta da tre stanze. Nella prima si vede come si faceva la carta nel passato: spannarole e modelli originali mostrano le fasi di produzione della carta in Europa a partire dal Duecento. La seconda stanza si occupa del passaggio dal mulino alla fabbrica della carta nell´Ottocento. Nella terza e ultima stanza è esposto il modello della macchina con la quale si produce oggi la carta. La macchina originale sarebbe troppo grande da esporre. Oggetti come imballaggi, un vestito e un'opera d'arte di carta di Andreas von Wiezsäcker spiegano quanto è importante la carta nella nostra società. Il grande quadro "Wald" (foresta) nell'ultima stanza rappresenta la materia prima per la produzione della carta, cioè il legno.
- Stampa: tra il 1440 e il 1450 Johannes Gensfleisch Gutenberg inventò la stampa tipografica, ossia la capacità di riprodurre in più copie la scrittura, senza un elevato dispendio economico. Essa ha rappresentato il trampolino di lancio che ha reso i libri accessibili a un vasto pubblico, ha fatto nascere giornali e riviste e in generale ha permesso la comunicazione scritta, uno strumento di diffusione fino ad allora sconosciuto. Quasi nessun'altra invenzione ha avuto un'influenza così profonda sulla cultura e sulla società umana.
- Ambiente: in questa esposizione viene ripercorsa la storia del rispetto dell'ambiente, con particolare attenzione alle cause dell'impatto ambientale, all'inquinamento dell'acqua, alle conseguenze a livello mondiale dell'inquinamento atmosferico e ai cambiamenti climatici.
- Tecnologia tessile: questa esposizione spiega l'importanza della tecnologia tessile nella nostra società e mostra il suo sviluppo dalla produzione tessile nell'età della pietra fino alle manifatture del Settecento, dalla rivoluzione tessile e dalle prime macchine e fabbriche fino ai più tecnologici impianti computerizzati.

Terzo piano e successivi
- Geodesia e topografia: in questo reparto sono raffigurati i metodi della geodesia, e i relativi sviluppi, con i quali viene misurata la superficie terrestre e viene approfondito lo studio delle dimensioni e della forma della Terra nella sua globalità. Riguardo ai metodi di misurazione, si possono vedere strumenti con i quali vengono misurate la lunghezza, l'angolazione e l'altitudine per determinare la posizione di un luogo. Inoltre, sono rappresentati anche i valori rilevati dall'astronomia e dai satelliti. Un particolare reparto si occupa del catasto, del registro fondiario e della mappa catastale. Inoltre, si occupa anche dei metodi di ingegneria geodetica per quanto riguarda gli edifici, gli impianti tecnici e i servizi sportivi. Infine, vengono mostrate le differenti rappresentazioni della Terra per mezzo di mappamondi e carte geografiche. Nel reparto dell'orientamento è possibile imparare a orientarsi nella natura attraverso la carta geografica e il compasso.
- Informatica: in questo reparto è presente tra le altre cose una riproduzione dello Z3, nonché l'originale Z4 del padre del computer Konrad Zuse. Lo Z3 è considerato il primo calcolatore completamente programmabile del mondo.
- Microelettronica: di microelettronica se ne parla fin da quando si iniziò a combinare componenti elettronici come per esempio diodi, transistori o resistenze, in unici moduli semiconduttori. Questa combinazione, realizzata nel 1958, portò nel 1970 alla creazione di circuiti integrati come i microprocessori, i cosiddetti chip di memoria. Altri prodotti della microelettronica sono i pacemaker, gli strumenti di controllo nelle lavatrici e nei robot.
- Telecomunicazioni: questa esposizione mostra una panoramica dello sviluppo e dell'importanza delle telecomunicazioni nella società: dalla telecomunicazione di base (trasmissione elettrica e ottica di segnali e sviluppo dei sistemi di trasmissione) agli apparecchi della telecomunicazione, dal centralino pubblico a sistemi privati, dalla trasmissione tramite cavi alla radio.
- Tecniche agrarie
- Cronometria: nell'esposizione Cronometria sono esposti orologi e strumenti di misurazione del tempo. All'interno il tempo viene scandito attraverso l'oscillazione di pendoli, spirali, cristalli di quarzo e persino di un singolo atomo. A causa della mancanza di luce solare questi strumenti non mostrano l'ora, ma le svariate scale di misurazione. L'esposizione continua nel giardino delle meridiane, dove si può capire il modo in cui il sole misura il suo tempo.
- Pesi e misure: questa esposizione presenta lo sviluppo storico delle unità di misura di lunghezza, volume e massa e i metodi moderni più importanti nella loro misurazione. I pesi e le misure svolgono un ruolo importante nella vita di tutti i giorni e sono un requisito fondamentale in qualsiasi attività economica. Per misurare è necessario definire delle unità di misura: già le antiche civiltà avevano stabilito alcune unità di lunghezza, volume e massa, ma il loro uso era limitato a livello locale e temporale (per esempio l'auna, il piede, ecc.). Ciò era un fastidioso problema per quanto riguarda i commerci interregionali. Per porre rimedio a queste inconvenienze, l'Assemblea nazionale francese propose nel 1790 la creazione del Sistema Internazionale delle unità di misura (SI), basato su campioni naturali di riferimento, quali la decimilionesima parte della lunghezza di un meridiano per il metro. A partire da ciò si sviluppò il sistema metrico. Ci sono voluti quasi 200 anni prima che le unità di misura del SI venissero riconosciute come standard a livello internazionale. Ora vengono presi in considerazione altri metodi di misurazione e campioni di riferimento. L'unità base del metro per esempio corrisponde alla lunghezza della traiettoria percorsa dalla luce nel vuoto in 1 / 299 792 458 di secondo.
- Gabinetto di matematica: la matematica non è mai stata così bella! In questa esposizione viene presentata al pubblico una vasta gamma di argomenti matematici con l'aiuto di esperimenti facilmente comprensibili. I quesiti matematici non vengono affrontati a una scrivania o al computer, ma per esempio assemblando blocchi di legno, inserendo un filo rosso in un labirinto o anche guardando attraverso un caleidoscopio. I visitatori sono invitati ad affrontare personalmente i quesiti. L'Immaginario è un settore interattivo dell'esposizione che presenta simulazioni, mondi virtuali, oggetti 3D. Alla postazione "Surfer" per esempio il visitatore può inventare equazioni o addirittura modificarle così da creare nuove figure. La postazione "Cenerentola" presenta giochi di matematica su temi quali riflessioni, rotazioni, la matematica nella natura ecc. Sono presenti inoltre puzzle, giochi ed enigmi. Con "jReality" i visitatori possono muoversi con l'aiuto di un "mouse 3D" attraverso un mondo virtuale e con il touch screen è possibile spostare oggetti, gettarli e riafferrarli.
- Astronomia: L'astronomia (dal greco ἀστρονομία/astronomia = osservazione delle stelle da ἄστρον ástron = stella e νόμος nómos = legge) è la scienza degli astri che esamina mediante strumenti scientifici le caratteristiche degli oggetti nell'universo, dunque i corpi celesti (pianeti, lune, asteroidi, stelle compreso il sole, ammassi stellari, galassie e ammassi di galassie) la materia interstellare e le radiazioni cosmiche. Inoltre l'astronomia tende anche ad una comprensione dell'universo come il tutto, dalla sua nascita al suo sviluppo. Sebbene sia una materia insegnata solo all'interno di poche scuole, l'astronomia e i suoi risultati di ricerca riscuotono particolare interesse tra il pubblico e l'astronomia praticata a livello amatoriale risulta essere un hobby ampiamente sviluppato. Come in molte altre esposizioni anche qui nell'ambito dell'astronomia viene offerta una visita virtuale.
- Osservatorio astronomico
- Planetario Zeiss: Quando si spengono le luci nella sala del Planetario, viene proiettato sulla cupola, dal diametro di 15 metri, un cielo stellato che conta più di 5 000 punti luminosi. Le proiezioni riproducono sezioni di cielo, che rispecchiano fedelmente la realtà. A seconda del periodo dell'anno sono visibili diverse costellazioni come ad esempio quella del cigno e dell'aquila in estate, quella di Orione e le Pleiadi in inverno. Particolari proiettori per il sole, la luna, i pianeti e la via lattea integrano la rappresentazione. I posti disponibili in sala sono 170 e si svolgono tre proiezioni al giorno.
- Sentiero dei pianeti: Il sentiero dei pianeti è un modello in scala ridotta del sistema solare, che mostra le dimensioni e la distanza dei pianeti dal sole. Il sole è posizionato in una cupola nel cortile mentre i pianeti sono dislocati lungo tutto il percorso. Il sentiero collega il museo al giardino zoologico di Hellabrun ed è percorribile in un'ora circa.
- Stazione da radioamatore: Il servizio di attività radioamatoriale (abbreviato: attività radioamatoriale, dall'inglese ham radio o amateur radio) è un servizio radiofonico pubblico internazionale di cui usufruiscono i radioamatori per studi tecnico-scientifici, per la propria specializzazione, per la comunicazione tra i popoli e per il sostegno in situazioni di emergenza e catastrofe. In molti paesi i regolamenti internazionali per l'attività radioamatoriale e per il servizio radiofonico sono stati convertiti in legge nazionale e sono state messe a punto disposizioni per l'attività radioamatoriale così come le convenzioni tra stati.
- Marte: Nel museo è presente anche un'esposizione sul pianeta rosso in cui si può assistere anche a modellini del pianeta e dati riguardo ad esso.